# Liên hoan nhạc Jazz Silesian
Liên hoan nhạc Jazz Silesian là một sự kiện âm nhạc thường kỳ diễn ra tại Katowice kể từ năm 2006. Lễ hội được khởi xướng và tổ chức bởi Học viện Âm nhạc Karol Szymanowski ở Katowice. Ban đầu lễ hội được gọi là Śląski Festiwal Jazzowy (Liên hoan nhạc Jazz Silesian), tuy nhiên, sau lần tổ chức thứ 6, tên được chuyển thành tiếng Anh, Silesian Jazz Festival.

## Những lần tổ chức
- Lần 1: được tổ chức vào năm 2006, vào những ngày khai trương của Học viện Âm nhạc Karol Szymanowski.[2]
- Lần 2: được tổ chức từ 1 đến 5 tháng 5 năm 2007. Các nghệ sĩ biểu diễn chính gồm có: Rick Martigez, Simple Acoustic Trio, Tomasz Szukalski, Sławomir Kulpowicz, Jarosław Mietana, Jerzy Małek, Adam Bałdych, Patrycjusz Gruszecki và nhiều người khác.
- Lần 3: được tổ chức từ 1 đến 5 tháng 4 năm 2008. Trong lễ hội lần này của lễ hội, nhiều nhạc sĩ nhạc Jazz đến từ New York, châu Âu và Ba Lan như Wallace Roney, Sim Facemony Band, Ed Partyka, Judy Bady và Christopher Titz.
- Lần 4: được tổ chức từ 16 đến 26 tháng 4 năm 2009.
- Lần 5: được tổ chức từ 12 đến 18 tháng 4 năm 2010.
- Lần 6: được tổ chức từ 6 đến 9 tháng 4 năm 2011. Trong lễ hội lần này có sự tham gia của các nghệ sĩ và nhóm nhạc Jazz nổi tiếng như Michał Urbaniak, Maseli on the Road, Sofia Ribeiro Quartet, Victor Mendoza, Rafael Alcala, Big Band Am.
- Lần 7: được tổ chức từ 15 đến 20 tháng 5 năm 2012. Lúc này tên lễ hội đã được chuyển sang tiếng Anh (Silesian Jazz Festival).
- Lần 8: được tổ chức từ 26 đến 29 tháng 11 năm 2013.
- Lần 9: được tổ chức từ 23 đến 26 tháng 10 năm 2014.
- Lần 10: được tổ chức từ 22 đến 25 tháng 10 năm 2015.
- Lần 11: được tổ chức từ 9 đến 12 tháng 11 năm 2016.
- Lần 12: được tổ chức từ 8 đến 10 tháng 12 năm 2017[3]
- Lần 13: được tổ chức từ 30 tháng 11 đến 2 tháng 12 năm 2018[4].
- Lần 14: được tổ chức từ 29 tháng 11 đến 1 tháng 12 năm 2019[5].

Sự kiện năm 2020 đã bị hủy do ảnh hưởng của đại dịch Covid 19.